# Etherpad
 (octobre 2020).
Etherpad est un éditeur de texte libre en ligne fonctionnant en mode collaboratif et en temps réel.
Il permet à plusieurs personnes de partager l'élaboration simultanée d'un texte, et d'en discuter en parallèle, via une messagerie instantanée.
Il peut avoir des usages pédagogiques, notamment pour l'apprentissage collaboratif.

## Fonctionnalités

Logo de la fondation Etherpad

Le système ne requiert ni installation ni inscription, il suffit d'avoir une connexion Internet et un navigateur web, puisque c'est une application en ligne. Etherpad (la partie reçue par l'ordinateur client) est écrit en JavaScript. 
N'importe quel utilisateur peut modifier un document, nommé pad. Chaque pad a sa propre URL, et chaque personne qui connaît ce lien peut modifier le contenu du pad et participer à la messagerie instantanée associée. Chaque participant est identifié par une couleur et un nom ou pseudo. 
Le logiciel enregistre automatiquement le document, à très courts intervalles, ce qui permet à tous les participants d'avoir l'impression d'éditer instantanément entre eux. Ils peuvent aussi enregistrer des versions spécifiquement, des « images » (enregistrement à un moment donné de l'état actuel du document). Il est possible d'importer et de télécharger le document aux formats HTML, Open Document (OpenOffice ou LibreOffice), Microsoft Word, ou PDF. 
Ainsi, les contributions de chacun apparaissent immédiatement sur l'écran de tous les participants, et chaque ajout qu'il fait est signalé par cette couleur. 
Une fenêtre de messagerie instantanée est également disponible, elle aussi utilisant le système de couleur dans le nom des expéditeurs. Il est possible de la laisser sur le côté droit de l'écran, mais elle peut être cachée et invisible pour l'utilisateur s’il le souhaite.

## Histoire
L'application a été lancée le 19 novembre 2008 par David Greenspan, Aaron Iba et J.D. Zamfirescu (ces deux derniers travaillaient auparavant pour Google). Ils ont ensuite été rejoints par l'employé lui aussi de Google Daniel Clemens et le designer David Cole. Le site original était etherpad.com.
Le 4 décembre 2009, Google rachète AppJet, la société qui possède le logiciel et il est annoncé que cette application collaborative sera proposée sous licence open source.
Le 17 décembre 2009, Google libère les sources d'Etherpad sous licence Apache v2.

## Etherpad Lite

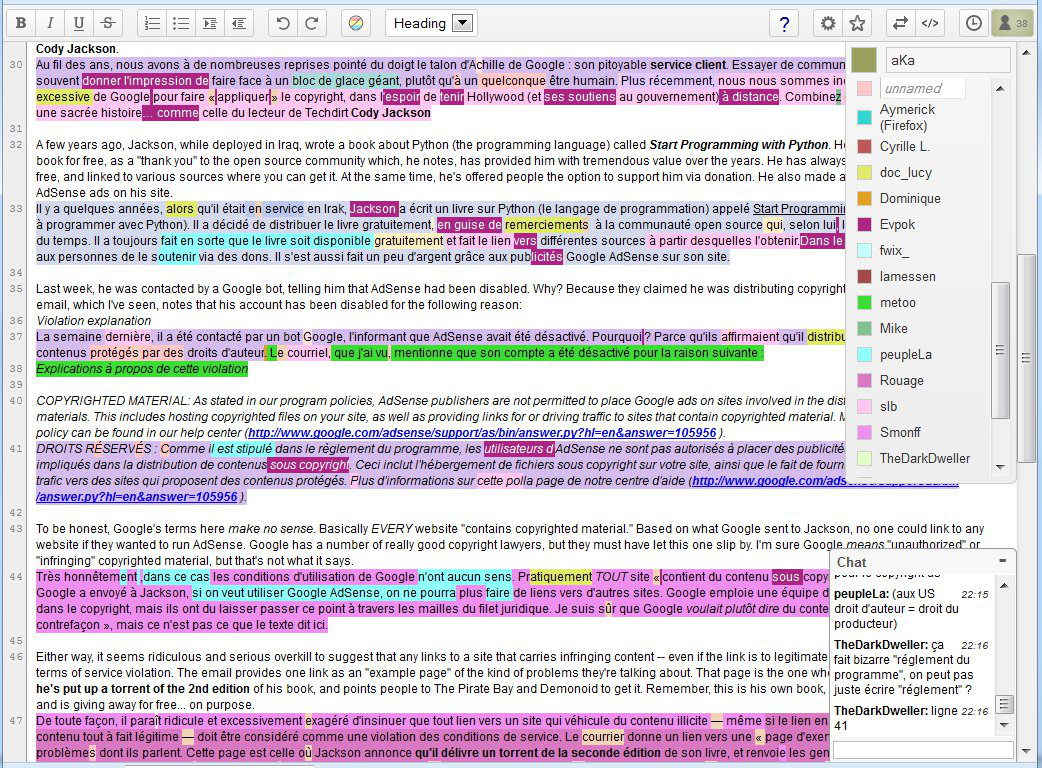
Etherpad-Lite : Chaque participant est identifié par une couleur dans le document qu'il édite.

Etherpad Lite est une refonte complète du logiciel Etherpad original, basée sur différentes fondations et écrite par différents auteurs. Le serveur Etherpad original étant devenu trop complexe et lourd, il a été réécrit complètement avec un serveur JavaScript en utilisant node.js. La bibliothèque permettant la synchronisation automatique, Easysync, est restée la même. La limite de seize éditeurs simultanés est levée avec cette nouvelle version d'Etherpad, ainsi, en théorie un nombre infini de personnes peuvent éditer le contenu d'un pad Etherpad-Lite au même instant. Actuellement, la majeure partie des serveurs Etherpad utilisent la version Etherpad Lite.

## Instances publiques d'Etherpad
Des particuliers, associations ou entreprises utilisent cet outil en créant différentes instances, lancent le logiciel sur leur serveur ou site Internet. En France, l'association Framasoft, fournit notamment une de ces instances sous le nom de Framapad, cette instance a la particularité de proposer des pads privés.